# ティア・マリア
ティア・マリア（Tia Maria）とは、コーヒー・リキュールの銘柄の1つである。アルコール度数は、26.5度。エキス分は、36.8%。

## 概要
ティア・マリアは、1947年にジャマイカ島にいた学者（医学者・微生物学者）ケネス・リー・エヴァンスが、同島の産品であるブルーマウンテンとラムを使って製品化したコーヒー・リキュールである。
したがって、当初はラムをベースとするリキュールであった。
これが、ケネス・リー・エヴァンスによる処方のティア・マリアである。しかし、その後、リキュールのベースが、ラムではなく、サトウキビを原料とする中性スピリッツに変更された。
なお、ティア・マリアは、他のコーヒー・リキュールと同様に、そのまま飲用されたり、カクテルの材料として利用されたりする他に、しばしば製菓にも利用される。

## 酒名の由来
ティア・マリアの「ティア」は、スペイン語で「老婦人」を意味する。
そして「マリア」は人名である。よって、「ティア・マリア」は「マリアおばさん」といった意味になる。
このマリアとは、1655年にジャマイカを侵略した軍隊から、当時のジャマイカの名家に伝わっていた秘伝のリキュールを守った、同家の従者の娘の名前であると言われている。
その後、約300年秘匿されていた、このリキュールの製法を記した資料とされるものが発見されたものの、経年劣化により読解不能となっており、結局、このリキュールの復元には至らなかった。
この秘伝のリキュールと、コーヒー・リキュールのティア・マリアは別物であるのだが、この話に出てくるマリアを記念して、ケネス・リー・エヴァンスが製品化したコーヒー・リキュールを、「ティア・マリア」と名付けたとされる。

## ティア・マリアを使ったカクテル
- 「代表例」の節は、ティア・マリアが第1選択となることの多いカクテル。
- 「その他」の節は、ティア・マリアを選択しても良いカクテル。

### 代表例
カフェ・カリプソ （Cafe Calypso）
カフェ・カリプソは、ジャマイカで誕生し、カリブ海周辺諸国へ広がり、それがアメリカやヨーロッパでも飲まれるようになった。アイスコーヒーの飲み方の1つとの見方もあるが、カクテルの1つ（冷たいタイプのロングドリンク）と見なすこともできる。作り方は、まず加糖したコーヒーを冷却する。そして、大型のグラスにクラッシュド・アイス（砕氷、約150g程度）を入れ、そこに、ダーク・ラム（約10ml）、冷却した加糖コーヒー（約150ml）、ティア・マリア（約10ml）の順に注ぐ。最後に生クリーム（約20ml）を浮かせれば完成である。
なお、英語圏では、カリプソ・コーヒー（Calypso Coffee）とも呼ばれる。
ジャマイカ・ジョー （Jamaica Joe）
このカクテルには、コーヒー・リキュール全般が使用されることもあり、必ずしもティア・マリアで作られるカクテルとは言えない。しかし、しばしばティア・マリアの使用が指定されたカクテル関連書籍が見られる。詳しくは、「ジャマイカ・ジョー」の記事を参照のこと。
ジャマイカン・コーヒー （Jamaican Coffee）
ホットコーヒーの飲み方の1つとの見方もあるが、カクテルの1つ（暖かいタイプのロングドリンク）、アイリッシュ・コーヒーのバリエーションの1つと見なすこともできる。作り方は、コーヒーカップに、ダーク・ラム（約15ml）、ティア・マリア（約15ml）を注ぎ、そこに暖かいコーヒー（約150ml）を注ぎ入れ、最後にホイップクリーム（約15ml）を浮かせれば完成である。
ベルベット・ハンマー （Velvet Hammer）
ティア・マリアとホワイト・キュラソーと生クリームとを等量ずつ使う、ショートドリンク。材料全てを強くシェークして、カクテル・グラス（容量75〜90ml程度）に注げば完成である。

### その他
コーヒー・リキュール全般が使用されるカクテルに、コーヒー・リキュールの1種として、このティア・マリアが選択される場合もある。例えば、ブラック・ルシアン、ホワイト・ルシアン、ホワイト・サテンなど。